# Farmer's Party
El Farmer's Party (FP) fou un partit polític de l'Estat Lliure d'Irlanda que fou actiu entre 1922 i 1932, que es proposava la defensa dels petits propietaris agraris irlandesos .
Durant els anys 1920 va facilitar la tasca de govern del Cumann na nGaedhael, encara que algunes vegades va intentar plantejar una oposició juntament amb el Partit de la Lliga Nacional.
Després de les eleccions al Dáil Éireann de 1927 bona part del seu electoral va preferir donar suport al Fianna Fáil, cosa que l'aproparia encara més al Cumann na nGaedhael. A les eleccions al Dáil Éireann de 1932 va obtenir 3 escons, i juntament amb alguns independents formà el Partit Nacional de Centre, amb el que es presentà a les eleccions al Dáil Éireann de 1933. Posteriorment fou un dels partits que ajudaria a la formació del Fine Gael. No apareixeria un altre partit agrari fins al 1938, quan es creà el Clann na Talmhan.

## Resultats electorals

### Eleccions legislatives
| Any       | Líder             | Vots    | %     | Pos. | Escons   | ±   | Govern        |
| --------- | ----------------- | ------- | ----- | ---- | -------- | --- | ------------- |
| 1922      | Denis Gorey       | 48,718  | 7.8%  | 4t   | 7 / 128  | Nou | Oposició      |
| 1923      | Denis Gorey       | 127,184 | 12.1% | 3r   | 15 / 153 | 8   | Oposició      |
| 1927 (I)  | Michael Heffernan | 101,955 | 8.9%  | 4t   | 11 / 153 | 4   | Supor extern  |
| 1927 (II) | Michael Heffernan | 74,626  | 6.4%  | =4t  | 6 / 153  | 5   | Suport extern |
| 1932      |                   | 22,899  | 1.8%  | =4t  | 3 / 153  | 3   | Oposició      |